# 1970 na ciência

## Eventos
- 17 de abril - Apollo 13 retorna a Terra.
- Síntese do elemento químico Dúbnio.[1]

## Nascimentos
| Data          | Nome               | Profissão               | Nacionalidade | Observações                                                                     | Ref         |
| ------------- | ------------------ | ----------------------- | ------------- | ------------------------------------------------------------------------------- | ----------- |
| 14 de maio    | Daniel M. Lewin    | matemático e empresário | Israel        | m. 2001                                                                         |             |
| 1 de agosto   | Elon Lindenstrauss | matemático              | Israel        | Prémio Blumenthal 2001 Prémio Erdős 2009 Prémio Fermat 2009 Medalha Fields 2010 | [ 2 ] [ 3 ] |
| 16 de outubro | Vincent Rijmen     | criptógrafo             | Bélgica       |                                                                                 |             |

## Mortes
| Data           | Nome                           | Profissão                            | Nacionalidade                                          | Observações                                                                               | Ref                      |
| -------------- | ------------------------------ | ------------------------------------ | ------------------------------------------------------ | ----------------------------------------------------------------------------------------- | ------------------------ |
| 5 de janeiro   | Max Born                       | físico                               | Império Alemão / Reino Unido da Grã-Bretanha e Irlanda | n. 1882 Nobel da Física 1954 Medalha Max Planck 1948                                      | [ 4 ] [ 5 ]              |
| 20 de janeiro  | Paul Fourmarier                | geólogo                              | Bélgica                                                | n. 1877 Medalha de Ouro Penrose 1952 Medalha Wollaston 1957                               | [ 6 ] [ 7 ]              |
| 2 de fevereiro | Bertrand Russell               | filósofo e matemático                | Reino Unido da Grã-Bretanha e Irlanda                  | n. 1872                                                                                   |                          |
| 9 de fevereiro | Leo Moser                      | matemático                           | Áustria                                                | n. 1921                                                                                   |                          |
| 29 de março    | Herbert Harold Read            | geólogo                              | Reino Unido da Grã-Bretanha e Irlanda                  | n. 1889 Medalha Bigsby 1935 Medalha Penrose 1967 Medalha Real 1963 Medalha Wollaston 1952 | [ 8 ] [ 9 ] [ 10 ] [ 7 ] |
| 14 de maio     | Fritz Perls                    | psicólogo                            | Império Alemão                                         | n. 1893                                                                                   |                          |
| 1 de agosto    | Otto Heinrich Warburg          | fisiologista e bioquímico            | Império Alemão                                         | n. 1883 Nobel de Fisiologia ou Medicina 1931                                              | [ 11 ]                   |
| 14 de setembro | Rudolf Carnap                  | filósofo                             | Império Alemão                                         | n. 1891                                                                                   |                          |
| 2 de novembro  | Abram Samoilovitch Besicovitch | matemático                           | Império Russo / Reino Unido da Grã-Bretanha e Irlanda  | n. 1891 Medalha De Morgan 1950 Medalha Sylvester 1952                                     | [ 12 ] [ 13 ]            |
| 21 de novembro | Chandrasekhara Venkata Raman   | físico                               | Império Britânico (Índia)                              | n. 1888 Nobel da Física 1930 Medalha Hughes 1930                                          | [ 4 ] [ 14 ]             |
| 16 de dezembro | Friedrich Pollock              | sociólogo, economista e filósofo     | Império Alemão                                         | n. 1894                                                                                   |                          |
| ??             | Richard V. Southwell           | matemático                           | Reino Unido da Grã-Bretanha e Irlanda                  | n. 1888                                                                                   |                          |
| ??             | Miguel Mauricio da Rocha       | engenheiro, banqueiro e professor    | Brasil                                                 | n. 1901                                                                                   |                          |
| ??             | Ian Robert Penicuick Heslop    | explorador, naturalista e entomólogo | Reino Unido da Grã-Bretanha e Irlanda                  | n. 1904                                                                                   |                          |
| ??             | Washington Ferreira Pires      | neurologista e político              | Brasil                                                 | n. 1892                                                                                   |                          |

## Prémios

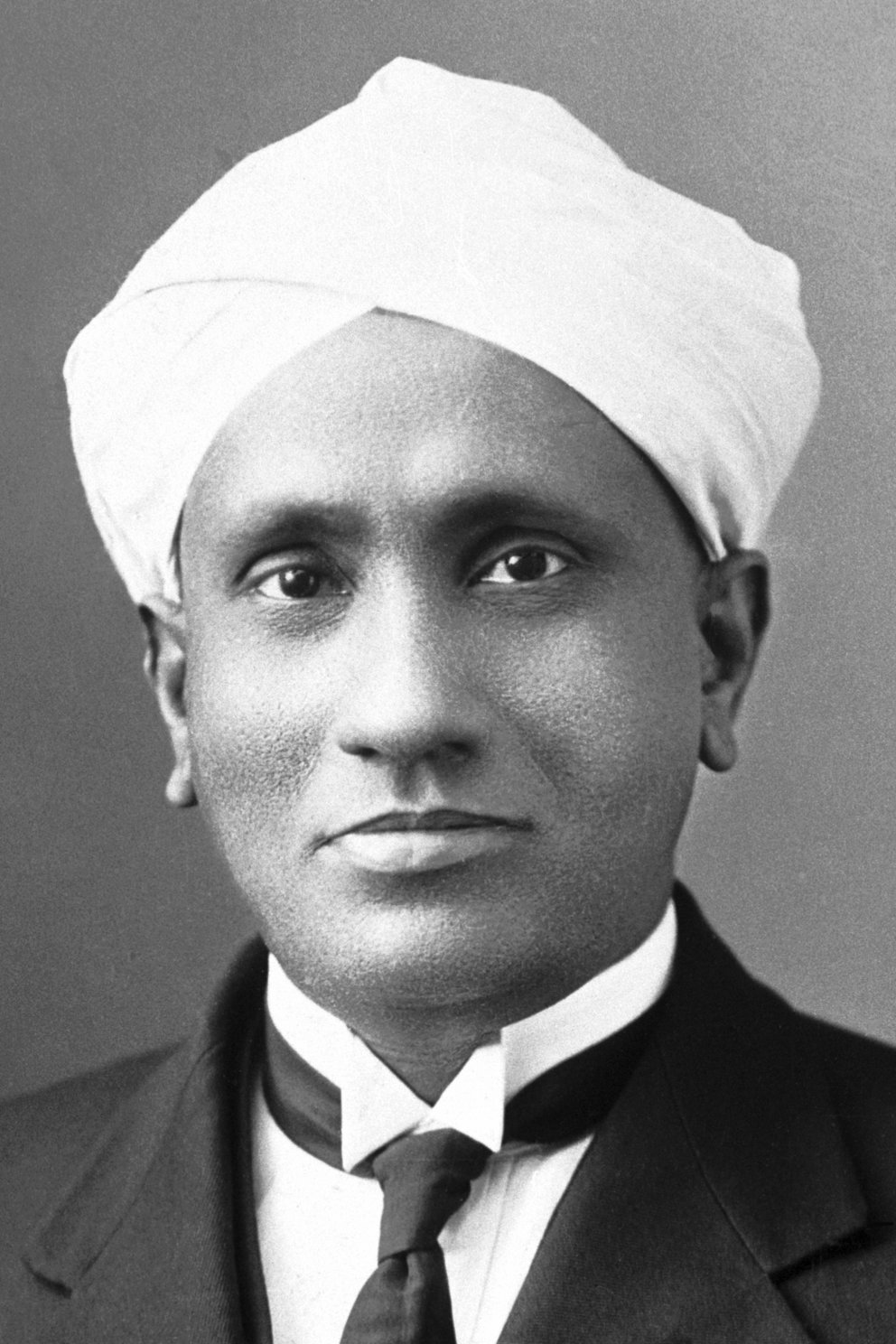
Chandrasekhara Venkata Raman
(1888 - 1970)

### Medalha Arthur L. Day
- Gerald J. Wasserburg[15]

### Medalha Bruce
- Fred Hoyle[16]

### Medalha Copley
- Alexander Todd[17]

### Medalha Davy
- Charles Alfred Coulson[18]

### Medalha Fields
- Alan Baker,[3] Heisuke Hironaka,[3] Sergei Novikov[3] e John Griggs Thompson[3]

### Medalha Guy de bronze
- P.G. Moore[19]

### Medalha Hughes
- David Bates[14]

### Medalha Lorentz
- George Uhlenbeck[20]

### Medalha de Ouro Lomonossov
- Ivan Matveyevich Vinogradov[21] e Arnaud Denjoy[21]

### Medalha de Ouro da Royal Astronomical Society
- Horace Welcome Babcock[22]

### Medalha Penrose
- Ralph Alger Bagnold[9]

### Medalha Real
- Engenharia - John Fleetwood Baker[10]
- Fisiologia - William Albert Hugh Rushton[10]
- Geologia - Kingsley Charles Dunham[10]

### Medalha Rumford
- Christopher Hinton[23]

### Prémio Nobel
- Física -  Hannes Olof Gösta Alfvén,[4] Louis Eugène Félix Néel[4]
- Química - Luis Federico Leloir[24]
- Medicina - Sir Bernard Katz,[11] Ulf von Euler,[11] Julius Axelrod[11]